# Карвина
Карвина (чеш. Karviná, пољ. Karwina) је значајан град у Чешкој Републици и велики град чешког дела Шлеске. Карвина је трећи по величини град управне јединице Моравско-Шлески крај, где чини засебан округ Карвина.
Град Карвина је познат као најважније средиште тзв. Тјешинске Шлеске.

## Географија
Карвина се налази у крајње североисточном делу Чешке републике, на самој граници са Пољском. Град се налази 400 км источно од Прага . Од Остраве, првог већег града, град је удаљен свега 25 км.

### Рељеф
Карвина се налази у историјској области Шлеској и припада њеној средишњем делу, познатом као Тјешинска Шлеска. Град се налази на заталасаном терену на приближно 220 м надморске висине.

### Клима
Клима области Карвине је умерено континентална.

### Воде
Источно од Карвине протиче река Даркова.

## Историја
Подручје Карвине било је насељено још у доба праисторије. Међутим, насеље Карвина је тек 1923. године године добило градска права, а после Другог светског рата је проширено припајањем околних насеља у једну целину.
Од новоприсједињених делова најзначајнији је био Фридштат, некашњи град и историјско средиште краја.
1919. године Карвина је постао део новоосноване Чехословачке. Међутим, ово подручје (познато као Заолзје) историјски је било насељено Пољацима, што доводило до несугласица између две државе током међуратног раздобља. 1938. године, упоредо са издвајањем Судета из тадашње Чехословачке, дошло је и до издвајања Заолзја и његовог припајања Пољској. У време комунизма град је нагло индустријализован, па је дошло до наглог повећања становништва. После осамостаљења Чешке дошло је до опадања активности тешке индустрије.

## Становништво
Карвина данас има око 64.000 становника и последњих година број становника у граду полако расте. Поред Чеха у граду живе и Пољаци (8,5%), Словаци (8,0%) и Роми. Пољаци представљају старо становништво краја, али последњих деценија њихов број опада.

## Партнерски градови
- Јавожно
- Рибњик
- Вођислав Слонски
- Јастшембје-Здрој

## Галерија
- Црква у Карвини
- Замак у Фридштату
- Главна железничка и аутобуска станица
- Градска гимназија